# Стрешний, Владимир Ильич
Влади́мир Ильи́ч Стре́шний (22 февраля 1936, станица Кущёвская, СССР — 9 ноября 2019) — советский футболист (нападающий) и тренер. Мастер спорта СССР.

## Карьера

### Игрока
Играть в футбол начинал в родной станице. С 1955 по 1956 год выступал за краснодарский «Нефтяник», сыграл 3 матча в сезоне 1955 года. Затем его присмотрели представители ростовского ОДО, после чего он под угрозой ответственности за уклонение от службы в рядах Советской Армии пополнил, вместе с ещё 6-ю товарищами по «Нефтянику», ряды военного клуба.
В составе ОДО, сменившим затем название на СКВО, а позже на СКА, выступал с 1957 до июля 1958 года, проведя за это время 22 встречи и забив 21 мяч в первенстве СССР. Помимо этого, участвовал в Кубке СССР, в 4 поединках забил 2 гола.
С 1958 по 1960 год защищал цвета московского ЦСКА, в составе которого дебютировал в высшей по уровню лиге СССР, где за это время принял участие в 47 матчах и забил 14 мячей. Сезон 1961 года провёл снова в ростовском СКА, в 27 встречах отметился 13 голами. С 1962 по 1963 год опять играл за ЦСКА, в 25 матчах забил 5 мячей.

### Тренера
С 1967 по 1969 год работал главным тренером в смоленской «Искре». Затем был главным тренером Вооружённых Сил СССР, тренером спорткомитета министерства обороны СССР и России, тренером сборной Афганистана и сборной Вооружённых Сил Афганистана. В 1988 году был начальником команды в ЦСКА.

## После карьеры
С 1996 по 1999 год был инспектором РФС и заместителем начальника футбольной школы ЦСКА.